# Suchomimus
Suchomimus tenerensis
Genre
Espèce
Synonymes
- † Baryonyx tenerensis (Sereno et al., 1998) Sues et al., 2002 [initialement Suchomimus]

Suchomimus est un genre fossile de grands dinosaures théropodes ayant vécu entre les étages Aptien et Albien du Crétacé supérieur, il y a environ 112 millions d'années, dans ce qui est aujourd'hui le Niger. L'unique espèce connue est Suchomimus tenerensis, originellement décrite en 1998 par le paléontologue Paul Sereno et ses collègues à partir de fossiles ayant été découverts dans la formation d'Elrhaz. Le nom générique de l'animal signifie « imitateur de crocodile », faisant allusion à son crâne allongé typique des spinosauridés, tandis que l'épithète spécifique fait référence au désert du Ténéré, lieu d'où les fossiles ont été découverts.
Suchomimus est un théropode relativement imposant, ayant une taille estimé allant de 9,5 à 11 m de long pour une masse corporelle estimé de 2,5 à 3,8 tonnes. Cependant, l'âge du spécimen holotype étant incertain, il n'est donc pas clair si ces estimations auraient été à leur maximum. Le crâne étroit de Suchomimus est perché sur un cou court et ses membres antérieurs sont puissamment construits, portant une grande griffe sur chaque pouce. Sur le long de la ligne médiane du dos de l'animal figure une voile dorsale basse, construite à partir des longues épines neurales de ses vertèbres. Comme les autres spinosauridés, l'animal était très probablement un carnivore, ayant un régime alimentaire composé de poissons, d'anguilles, de raies et d'autres petites proies.
Certains paléontologues considèrent le genre comme étant une espèce africaine du spinosauridé européen Baryonyx, étant parfois renommé B. tenerensis dans la littérature scientifique. Suchomimus pourrait également être un synonyme plus récent du spinosauridé contemporain Cristatusaurus lapparenti, bien que ce dernier taxon soit basé sur des restes beaucoup plus fragmentaires. Suchomimus vivait dans un environnement fluvial composé de vastes plaines inondables aux côtés de nombreux autres dinosaures, en plus des ptérosaures, des crocodylomorphes, des poissons osseux, des tortues et des bivalves.

## Découverte et dénomination

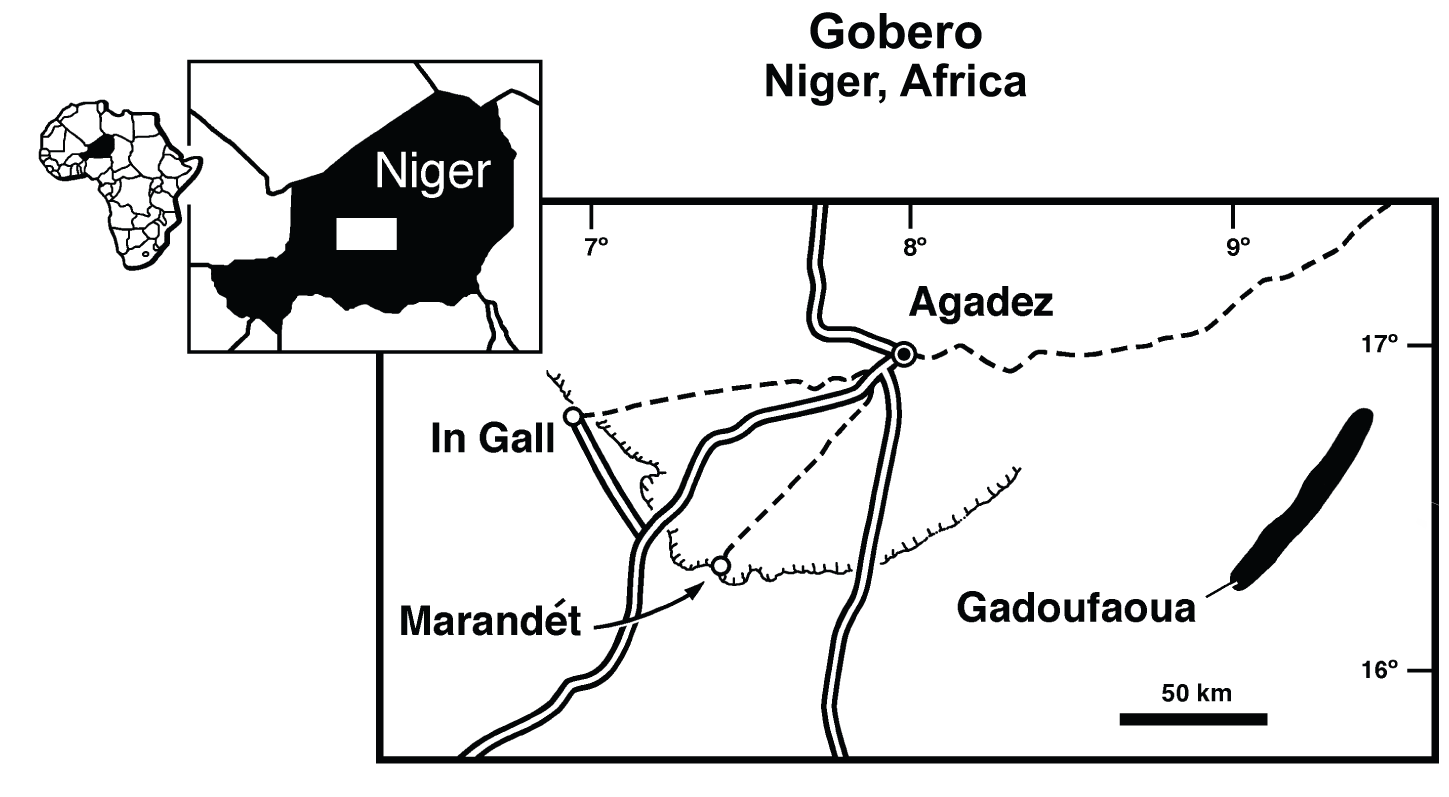
Affleurements de la formation d'Elrhaz, la zone de Gadouffaoua étant montré en bas à droite.

En 1997, le paléontologue américain Paul Sereno et son équipe à Gadoufaoua découvrent des fossiles représentant environ les deux tiers d'un grand squelette de dinosaure théropode au Niger. La première découverte, une grande griffe de pouce, a été réalisée le 4 décembre 1997 par David Varricchio. En 1998, Sereno, Allison Beck, Didier Dutheil, Boubacar Gado, Hans Larsson, Gabrielle Lyon, Jonathan Marcot, Oliver Rauhut, Rudyard Sadleir, Christian Sidor (en), David Varricchio, Gregory Wilson et Jeffrey Wilson nomment et décrivent l'espèce type Suchomimus tenerensis. Le nom générique Suchomimus est dérivé des termes en grec ancien σοῦχος / souchos, « crocodile », et μῖμος / mimos « mimique » ou « imitateur », le tout voulant littéralement dire « imitateur de crocodile », en raison de la morphologie crânienne de l'animal. L'épithète spécifique tenerensis vient du désert du Ténéré, endroit d'où l'animal a été trouvé.
Le spécimen holotype, catalogué MNN GDF500, a été découvert dans les lits de Tegama de la formation d'Elrhaz. Il s'agit d'un squelette partiel dépourvu du crâne. Il contient trois côtes cervicales, des parties de quatorze vertèbres dorsales, dix côtes dorsales, des côtes abdominales, des morceaux de trois vertèbres sacrées, des parties de douze vertèbres caudales, des chevrons (os qui forment la face inférieure de la queue), une omoplate, une coracoïde, un membre antérieur partiel, la majeure partie du bassin et des parties d'un membre postérieur. La colonne vertébrale est en grande partie articulée, le reste étant constitué d'os désarticulés. Des parties du squelette avaient été exposées à la surface du désert et avaient subi des dommages dus à l'érosion. De plus, plusieurs spécimens ont été attribués comme paratypes : les spécimens MNN GDF 501 à 508 comprennent un museau, un carré de l'arrière du crâne, trois  os dentaires, un axis (deuxième vertèbre du cou), un vertèbre cervicale arrière et une vertèbre dorsale arrière. Les spécimens MNN GDF 510 à MNN GDF 511 comprennent deux vertèbres caudales. Tous les fossiles originaux de Suchomimus sont conservés dans la collection paléontologique du musée national Boubou-Hama. Cependant, la description initiale de Suchomimus est préliminaire, car en 2007, la furcula, découverte lors d'une expédition en 2000, a été décrite en détail.

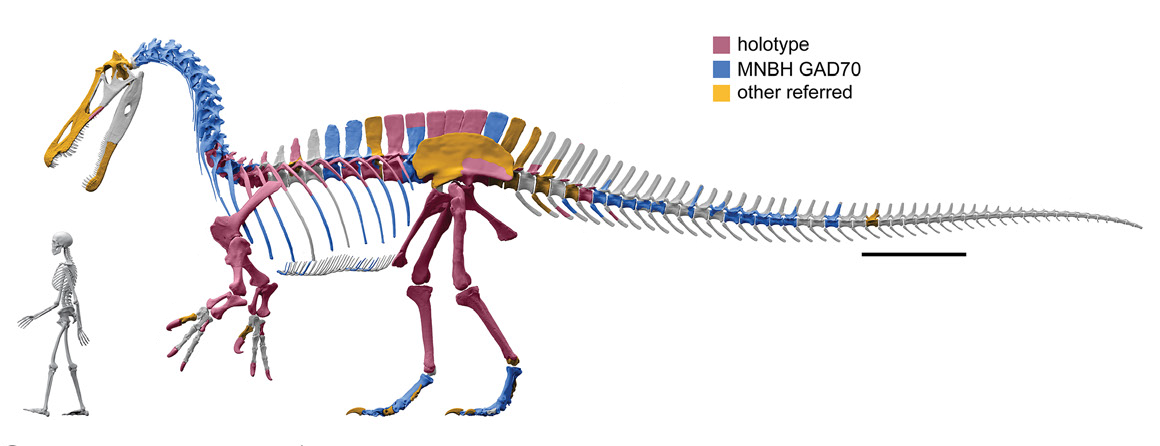
Reconstitution numérique du squelette de Suchomimus montrant les os connus basés sur l'holotype (en rouge), un squelette partiel (en bleu) et d'autres spécimens référées (en jaune).

S. tenerensis est potentiellement un synonyme plus récent d'un autre spinosauridé de la formation d'Elrhaz, Cristatusaurus lapparenti, nommé la même année sur la base de fragments de mâchoire et de vertèbres. Les éléments du crâne ont été considérés comme impossibles à distinguer de ceux de Baryonyx walkeri du Barrémien d'Angleterre, décrit en 1986 par les paléontologues britanniques Alan Charig (en) et Angela Milner (en). En 1998, en décrivant S. tenerensis, Sereno et ses collègues se mirent d'accord avec cette évaluation et ont conclu que Cristatusaurus était un nom douteux. En 2002, le paléontologue allemand Hans-Dieter Sues et ses collègues ont conclu que Suchomimus serait identique à Cristatusaurus lapparenti, et bien que ce dernier ait été nommé un peu plus tôt que Suchomimus, ils proposent qu'ils représentent une deuxième espèce de Baryonyx, appelée Baryonyx tenerensis. Une analyse de 2003 publié par le paléontologue allemand Oliver Rauhut est favorable à cette proposition. Dans un résumé de conférence de 2004, Stephen Hutt et Penny Newbery soutiennent la synonymie basée sur une grande vertèbre de théropode de l'île de Wight qu'ils attribuent à un animal étroitement lié à Baryonyx et à Suchomimus. Des études ultérieures ont séparé Baryonyx et Suchomimus, alors que Cristatusaurus a été proposé comme étant soit un nomen dubium, soit peut-être distinct des deux,,,,. Une synthèse rédigé en 2017 par le paléontologue Carlos Roberto A. Candeiro et ses collègues déclare que ce débat relève davantage du domaine de la sémantique que de la science, car il est généralement admis que B. walkeri et S. tenerensis sont des espèces distinctes et apparentées. Barker et ses collègues découvre que Suchomimus est plus proche des genres britanniques Riparovenator et Ceratosuchops que de Baryonyx en 2021.

## Description

### Taille

Taille des différents spinosauridés (Suchomimus étant montré en rouge) comparés à un humain.

D'après les estimations, la longueur du spécimen holotype de Suchomimus, d'âge indéterminé, atteignait 9,5 à 11 m de long pour une masse corporelle de 2,5 à 3,8 tonnes,,. En 2007, François Therrien et Donald M. Henderson ont proposé qu'un Suchomimus de 10,3 m de long aurait pesé plus de 5,3 tonnes sur la base de leur rapport entre la longueur du crâne et la longueur du corps ; cependant, ils notent qu'ils ont pu surestimer la taille des spinosauridés (incluant Suchomimus et Baryonyx). Le spécimen holotype de Suchomimus est considérablement plus grand que celui de Baryonyx, mais l'âge des deux individus n'est pas connu,.

### Crâne

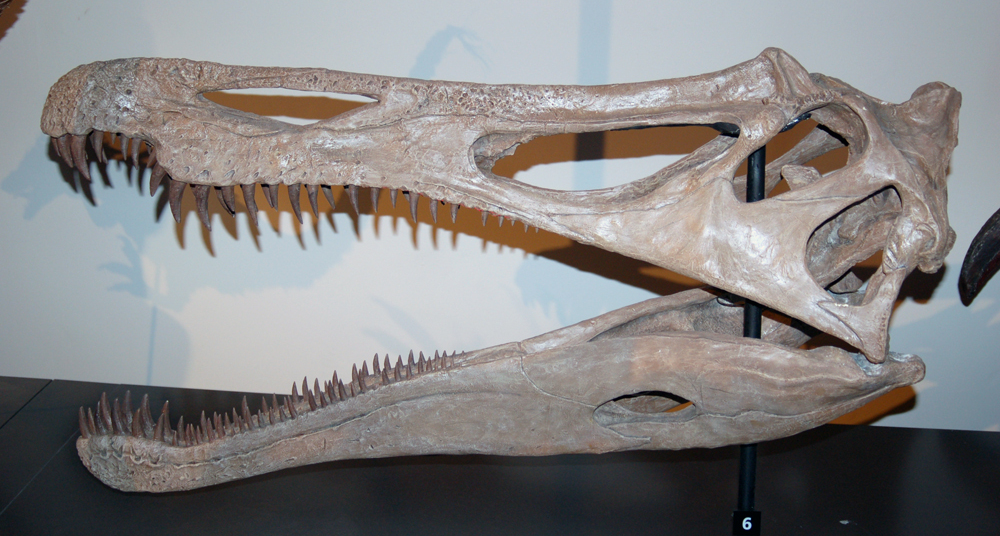
Crâne reconstitué de Suchomimus, exposée dans l'Australian Museum de Sydney.

Contrairement à la plupart des dinosaures théropodes de grande taille, Suchomimus possède un crâne très semblable à celui d'un crocodilien, avec un museau long et bas et des mâchoires étroites formées par une expansion vers l'avant des prémaxillaires et de la branche postérieure des maxillaires. Les prémaxillaires ont une branche ascendante excluant les maxillaires des narines externes. Les mâchoires avaient environ 122 dents coniques, pointues mais peu coupantes et légèrement recourbées vers l'arrière, avec de fines dentelures et un émail ridé. La pointe du museau est élargie latéralement et porte une « rosette terminale » de dents plus longues, sept de chaque côté dans les prémaxillaires et à peu près le même nombre dans la partie correspondante de la mâchoire inférieure. Plus en arrière, il y a au moins 22 dents par côté de la mâchoire supérieure dans le maxillaire, tandis que l'ensemble du côté de la mâchoire inférieure porte 32 dents dans les os dentaires.

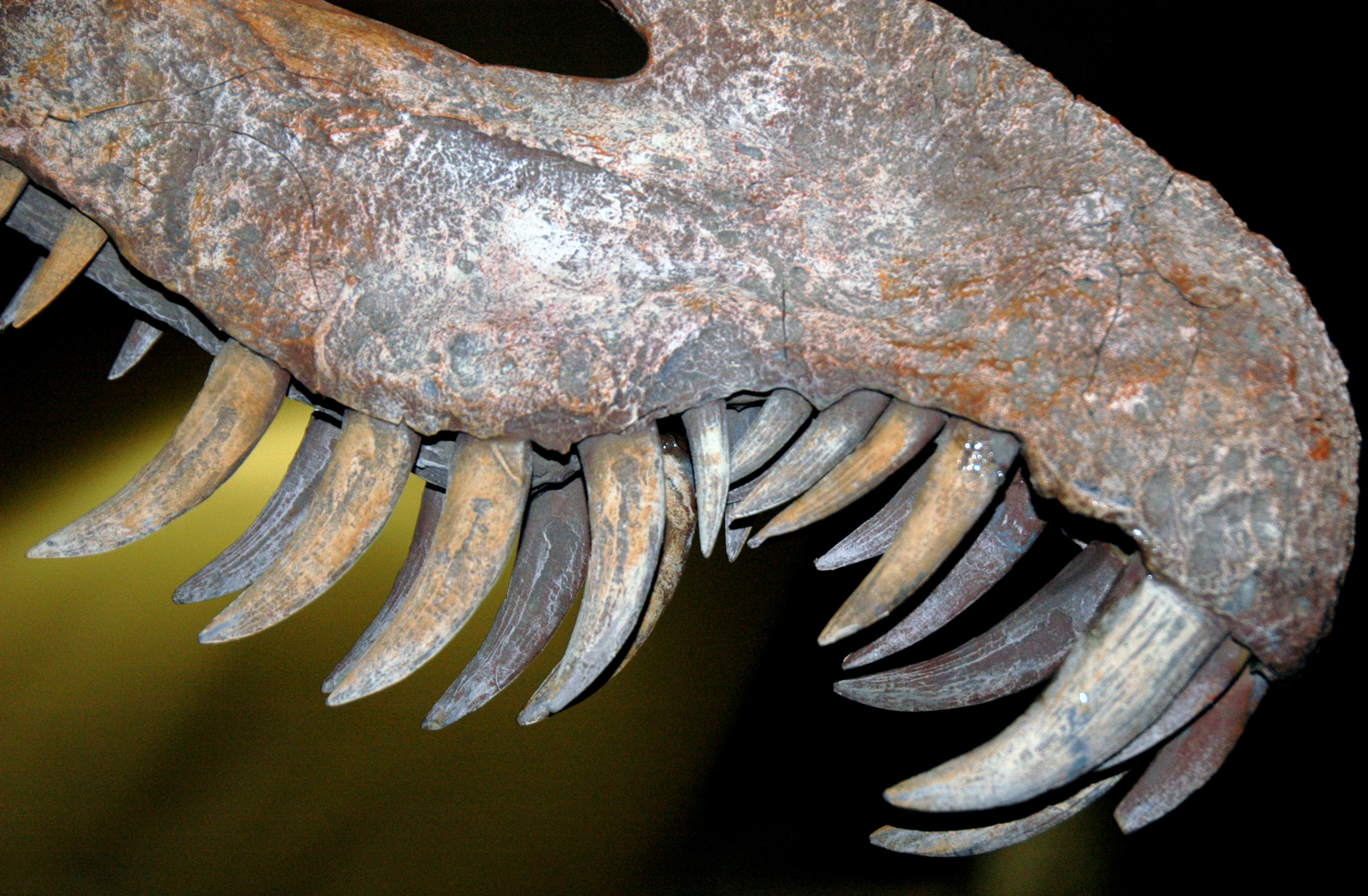
Gros plan du devant du museau et de la dentition.

La mâchoire supérieure présente une courbure proéminente juste derrière la rosette, faisant saillie vers le bas ; cette partie incurvée de manière convexe du maxillaire ayant les dents les plus longues de tout le crâne. Les étagères osseuses internes des maxillaires se rejoignent sur la ligne médiane du crâne sur une longue distance, formant un palais secondaire fermé qui raidissait le museau et déclenchant les narines internes et le complexe palatin (incluant les os ptérygoïde, palatins et les ectoptérygoïdes) vers l'arrière du crâne. Les narines, contrairement à la plupart des théropodes, sont rétractées plus en arrière sur le crâne et derrière les dents des prémaxillaires. Les narines externes sont longues, étroites et positionnées horizontalement ; il en est de même pour les plus grandes fenêtres antorbitaires, une paire d'ouvertures osseuses situé devant les yeux. L'arrière du crâne est mal connu, à l'exception d'un os carré court, qui avait de larges condyles (saillies rondes) éloignés du centre d'attache et, comme chez le spinosauridé Baryonyx, un grand foramen (ouverture) le séparant de l'os quadratojugal. Les mâchoires inférieures sont très allongées et étroites, formant une structure rigide lorsque leurs os dentaires se touchent sur la ligne médiane, renforçant la mandibule contre les forces de torsion (flexion et torsion).

### Squelette postcrânien

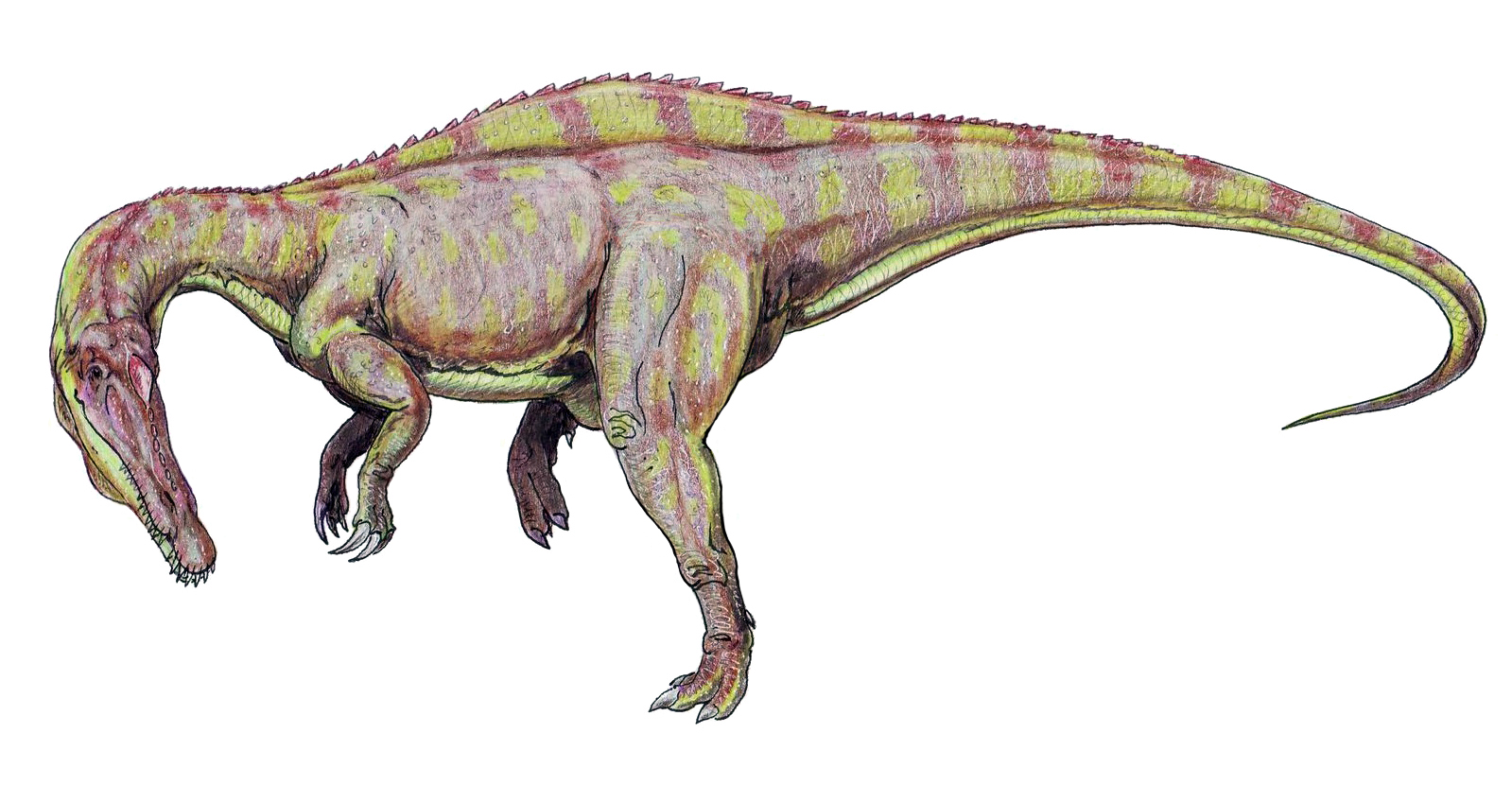
Reconstitution de S. tenerensis.

Le cou est relativement court mais bien musclé, comme le montrent de fortes épipophyses (processus auxquels les muscles du cou sont attachés). Il y a environ seize vertèbres dorsales. Suchomimus a des épines neurales considérablement étendues – des extensions vers le haut en forme de lame sur les vertèbres – qui sont allongées à l'arrière du dos. Celles des cinq vertèbres sacrées sont les plus longues. L'allongement de ces structures se poursuit jusqu'au milieu de la queue. Les épines peuvent avoir soutenu une sorte de crête basse ou de voile de peau dont le sommet est placé au-dessus de ses hanches, plus basse et qui s'étend plus loin vers l'arrière que celle de Spinosaurus, dans laquelle la voile atteint son plus haut sommet au-dessus des vertèbres dorsales. Cette condition est plus réduite chez Baryonyx.

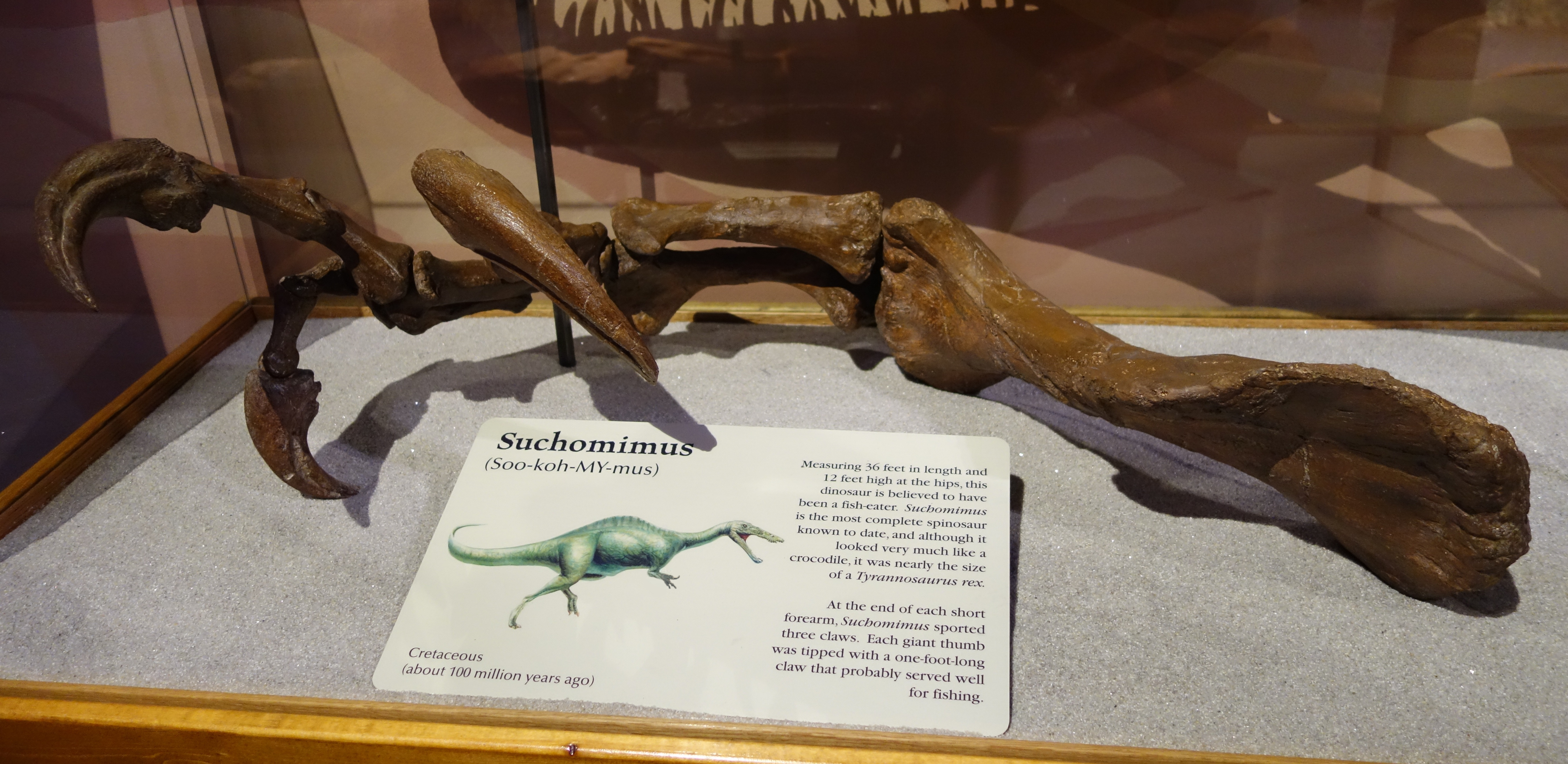
Membre antérieur reconstruit de Suchomimus, exposée dans le Museum of Ancient Life, Utah.

La furcula est en forme de « V » et indique un tronc haut et étroit. L'omoplate a un acromion rectangulaire, ou site de fixation de la clavicule. L'humérus est très solide, égalé en taille parmi les théropodes non spinosauridés par celui de Megalosaurus et de Torvosaurus, avec des coins supérieurs robustes. L'humérus a une bosse (croissance osseuse) au-dessus du condyle qui touche son rayon en forme de radius. En conséquence, le cubitus de l'avant-bras est bien développé avec un énorme olécrane (processus supérieur décalé de la diaphyse), un trait exceptionnel partagé avec Baryonyx. La musculature lourde du bras alimente d'importantes griffes de main, celle du premier doigt (ou « pouce ») étant le plus grand avec une longueur de 19 cm. Seul le troisième métacarpien est connu ; montrant une morphologie robuste. Dans le bassin, l'ilium est haut. Le pubis a une surface avant plus large que la surface latérale, et son extrémité inférieure tournée vers l'avant est aplatie et rectangulaire, avec une brève bride le long de la ligne médiane, contrairement à la forme de botte élargie qu'il y a chez d'autres théropodes. L'ischion porte une bride obturatrice basse. Le fémur est droit et robuste, avec une longueur de 107 cm dans l'holotype. Son petit trochanter est nettement en forme de plaque. Au niveau de la cheville, l'astragale a un processus ascendant plus grand que celui d'Allosaurus.

## Classification

### Phylogénie

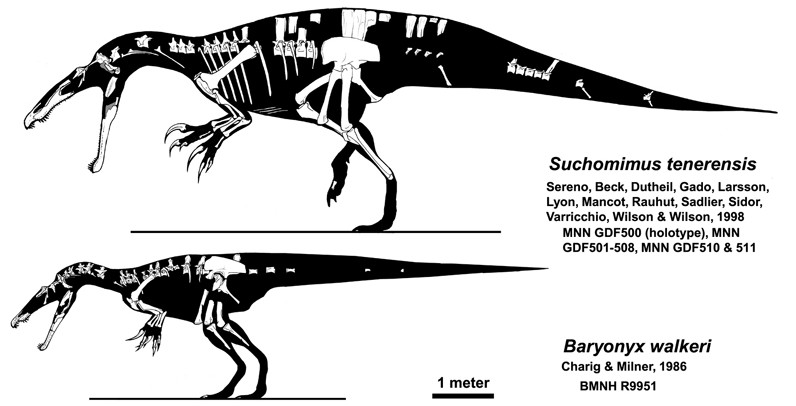
Schéma squelettique combinant plusieurs spécimens de Suchomimus (ci-dessus), comparé au genre étroitement apparenté Baryonyx.

Les descripteurs établissent certaines autapomorphies (traits dérivés uniques) de Suchomimus pour le séparer des autres théropodes, incluant les épines neurales dorsales arrière, sacrées et caudales avant élargies, les coins supérieurs robustes de l'humérus et le bossage au-dessus du condyle de l'humérus qui a contacté son rayon en forme de crochet. Sereno et ses collègues classent Suchomimus aux Spinosauridae et ont nommé deux sous-familles au sein de ce clade, les Baryonychinae (tous les spinosauridés plus étroitement liés à Baryonyx) et les Spinosaurinae (tous les spinosauridés plus proches du genre type Spinosaurus). Suchomimus faisait partie de la sous-famille des Baryonychinae. En dehors de sa voile apparemment plus grande, Suchomimus est très similaire au spinosauridé Baryonyx du Barrémien de l'actuel Angleterre et partage avec lui des traits tels que la taille réduite et le nombre accru de dents derrière la pointe du museau de la mandibule par rapport aux spinosaurinés, des membres antérieurs robustes, un énorme griffe courbée en forme de faucille sur son « pouce » et des vertèbres dorsales antérieures fortement carénées. Les spinosaurinés se caractérisent par des dents droites, non dentelées et plus espacées, ainsi que par la petite taille de leurs premières dents des prémaxillaires. Sereno et ses collègues soulignent que les narines les plus rétractées d’Irritator et la grande voile de Spinosaurus pourraient également être des traits uniques des spinosaurinés, bien que du matériel provenant d'autres taxons soit nécessaire pour en être sûr. Comme pour Suchomimus, la griffe de Baryonyx avait été le premier fossile découvert de l'animal,. Sereno et ses collègues analysent en 1998 la distribution de quarante-cinq traits pour produire un cladogramme montrant que Suchomimus et Baryonyx seraient distincts mais étroitement liés. En 2021, Barker et ses collègues érige une nouvelle tribu au sein des Baryonychinae : Ceratosuchopsini, un clade qui comprend Ceratosuchops, Riparovenator et Suchomimus.
L'arbre phylogénétique suivant montre une analyse sur les Megalosauroidea selon Benson et al., 2009 :
|  | Baryonyx   |
|  |            |
|  | Suchomimus |
|  |            |

|  | Irritator   |
|  |             |
|  | Spinosaurus |
|  |             |

|  | Baryonyx   |
|  |            |
|  | Suchomimus |
|  |            |

|  | Irritator   |
|  |             |
|  | Spinosaurus |
|  |             |

|  | Baryonyx   |
|  |            |
|  | Suchomimus |
|  |            |

|  | Irritator   |
|  |             |
|  | Spinosaurus |
|  |             |

|  | Baryonyx   |
|  |            |
|  | Suchomimus |
|  |            |

|  | Irritator   |
|  |             |
|  | Spinosaurus |
|  |             |

## Paléobiologie
Contrairement à la plupart des théropodes géants, Suchomimus avait de très longues mâchoires étroites garnies de quelque 100 dents, assez peu pointues et incurvées en arrière. L'animal rappelle les crocodiliens se nourrissant surtout de poissons, tel le Gavial du Gange. À l'époque, le Sahara était un marécage chaud et humide.

## Paléoécologie

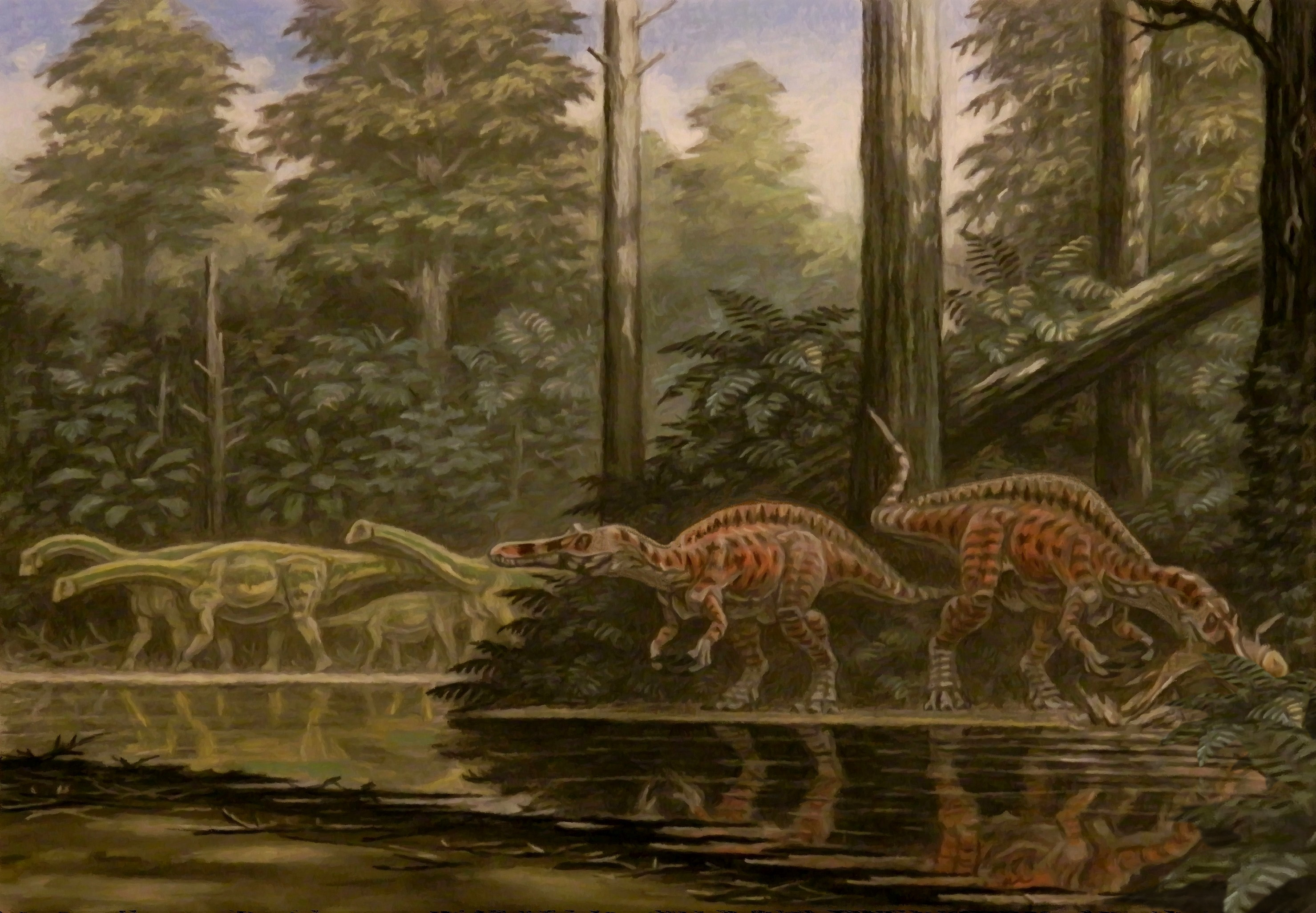
Reconstitution de l'environnement de la formation d'Elrhaz, avec un troupeau de Nigersaurus passant proximité de deux Suchomimus.

La formation d'Elrhaz, qui fait partie du groupe de Tegama, est principalement constituée de grès fluviaux à faible relief, dont une grande partie est masquée par des dunes de sable,. Les sédiments sont à grains grossiers à moyens, avec presque aucun horizon (en) à grains fins. Suchomimus a vécu dans ce qui est aujourd'hui le Niger, pendant les étages de l'Aptien tardif à l'Albien précoce du Crétacé inférieur, il y a environ 112 millions d'années,. Les couches sédimentaires de la formation sont interprétées comme un habitat intérieur de vastes plaines inondables d'eau douce et de rivières à courant rapide, avec un climat tropical qui a probablement connu des périodes de sécheresse saisonnières.
Cet environnement abritait une faune variée, composée notamment de dinosaures, de ptérosaures, de tortues, de poissons, d'hybodontiformes et de bivalves d'eau douce,. Outre Suchomimus et Cristatusaurus, des théropodes tels que l'abélisauridé Kryptops, le carcharodontosauridé Eocarcharia et le noasauridé Afromimus (en) ont été découverts. Les dinosaures herbivores de la région comprenent des iguanodontiens comme Ouranosaurus, Elrhazosaurus, Lurdusaurus, ainsi que deux sauropodes : Nigersaurus et un titanosaure non identifié. Les crocodylomorphes sont abondants, représentés par l'imposant pholidosauridé Sarcosuchus imperator, ainsi que de petits notosuchiens comme Anatosuchus, Araripesuchus et Stolokrosuchus (en). La flore locale était probablement composée principalement de fougères, de prêles et d'angiospermes, en fonction des adaptations alimentaires des sauropodes qui y vivaient.